# Grey (fleuve)
Pour les articles homonymes, voir Grey.
Le fleuve Grey (anglais : Grey River, maori de Nouvelle-Zélande : Māwheranui) est un cours d'eau localisé au nord-ouest de l’île du Sud de la Nouvelle-Zélande circulant dans les deux régions de Tasman et la West Coast.

## Situation
Il descend du lac Christabel (en), l’un des nombreux petits lacs de la partie ouest des Alpes du Sud,qui est située à 12 kilomètres au sud-ouest du col de Lewis (en).
Il court vers l’ouest sur une longueur de 120 kilomètres avant de se drainer dans la mer de Tasman au niveau de la ville de Greymouth.

## Toponymie
Le fleuve fut dénommé ainsi par l’explorateur Thomas Brunner en l’honneur de l’homme politique de Nouvelle-Zélande Sir George Grey. Le nom officiel du fleuve fut changé en « Grey River / Māwheranui » en 1998 pas la voie du Ngai Tahu Claims Settlement Act 1998 (en).
En langage Maori, le nom du système du cours d'eau et de la zone alentour est Māwhera, avec Māwheranui, qui doit être distingué de la branche Nord de la «Little Grey River / Māwheraiti».

## Affluents
De nombreuses petites rivière sont des affluents du fleuve Grey, et plusieurs de celles-ci drainent des lacs. Les plus notables parmi celles-ci sont la rivière Ahaura et la rivière Arnold, la dernière de celles qui sortent du lac Brunner, qui est le plus large des lacs de la partie nord-ouest de l’île du Sud. Une petite station de production d’hydroélectrique est située sur le trajet du fleuve à 25 kilomètres en amont de l’embouchure de celui-ci.
L’embouchure du fleuve Grey est protégée par un large banc de sable, la “Greymouth bar”, qui est notoirement dangereux pour les bateaux.

## Aménagements et écologie

### Pollution
Des eaux d’égout sont déversées dans le fleuve Grey après des pluies importantes. Historiquement, les eaux d’égouts et de drainage des orages de Greymouth, Cobden et Blaketown étaient déversées sans traitement directement dans le fleuve Grey. Les changements dans le schéma des eaux usées du « Conseil du District de Grey » ont entraîné maintenant la séparation et le traitement des eaux d’égouts, excepté durant la période de pluies intenses comme au printemps, quand les capacités de l’usine de traitement des eaux sont dépassées.